# Nico Ploum
Nico Ploum (Kerkrade, 27 december 1914 – aldaar, 7 augustus 2004) was een Nederlands zanger, tesktschrijver, componist en stadspoëet die zich uitsluitend bediende van de Limburgse taal en meer specifiek het lokale Ripuarische (Kerkraadse) dialect Hij schreef in 1944 het Kerkraadse carnavalslied “Kirchroadsjer Meëdsjer”.
Ploum beschikte over een opvallende tenorstem met een vibrato, welke hem onderscheidde. Hij schreef al zijn nummers zelf en bracht in 1981 in eigen beheer de lp “Vuur Kichroa Zinge” uit. Ploum koos vaak onderwerpen die in die jaren best gedurfd waren. Typische Kerkraadse woorden als “die mokkel”, “puutsje”, “lòs de luu mar lulle”, “sexy kanibaal” waren nog nooit eerder in dialectliedjes gebruikt.
Op 26 april 1996 ontving Ploum zijn benoeming tot Lid in de Orde van Oranje-Nassau. Sinds 2019 siert zijn bronzen borstbeeld de HUB van Parkstad Limburg Theaters in Kerkrade. In 2020 werd een L1-documentaire over Nico Ploum gemaakt onder de naam “alles voor applaus”. Op 10 juli 2021 opende de gemeente Kerkrade samen met nabestaande van Ploum de Nico Ploumstraat.